# Likholm, Korpo
Likholm är en ö i Finland. Den ligger i Skärgårdshavet och i kommunen Pargas i den ekonomiska regionen  Åboland i landskapet Egentliga Finland, i den sydvästra delen av landet. Ön ligger omkring 52 kilometer sydväst om Åbo och omkring 190 kilometer väster om Helsingfors. Likholm ligger 12 meter över havet. Den ligger på ön Korpo.
Öns area är 2,4 hektar och dess största längd är 200 meter i sydöst-nordvästlig riktning. Runt Likholm är det mycket glesbefolkat, med 7 invånare per kvadratkilometer. Närmaste större samhälle är Korpo, 1,5 km öster om Likholm.